# André Bourguignon
 (juin 2021).
Pour les articles homonymes, voir Bourguignon.
André Bourguignon, né le 8 août 1920 à Paris 5e et mort à Paris 14e le 9 avril 1996, est un psychiatre et universitaire français. Il fait une carrière de professeur des universités-praticien hospitalier à l'université de Paris XII et au centre hospitalier universitaire de Créteil. 

## Biographie

### De la physiologie musculaire à la psychiatrie
Médecin des hôpitaux de Paris, professeur agrégé de médecine légale et de médecine du travail en 1963, André Bourguignon s'est d'abord orienté vers des travaux de physiologie musculaire, puis vers des études de neurophysiologie du sommeil] et du rêve, menées à l'INSERM.
Il fut parmi les premiers à reconnaître l'importance de l'articulation psychosomatique en médecine alors que les principes généraux de la médecine et de la psychiatrie des années 2000 restaient très largement organicistes. Attaché à une conception globale de l'homme malade, il fit évoluer le service de médecine de long séjour qui lui avait été confié à l'hôpital Albert-Chenevier de Créteil, en l'orientant vers un travail de recherche clinique sur les facteurs psychologiques des troubles de la santé, ce qui l'amena à recevoir des patients atteints de troubles plus spécifiquement psychiatriques.
En 1969, son service est officiellement reconnu comme service de psychiatrie sectorisé, responsable du secteur 7 du Val-de-Marne, comprenant Créteil et Bonneuil, puis Maisons-Alfort et Boissy-Saint-Léger. Son service reçoit alors de nombreux patients souffrant de psychoses aiguës ou chroniques, soignés selon les méthodes de la psychothérapie institutionnelle.
André Bourguignon joua un rôle de tout premier plan dans la révolution psychiatrique des années 1970 et la connaissance étendue qu'il avait de l'ensemble de la psychiatrie à l'échelle française, et il préside, de 1982 à 1987, la Commission nationale des maladies mentales au Ministère de la santé.

### La psychanalyse
Il forme le projet d'une édition des Œuvres complètes de Freud. Dans un article collectif, rédigé notamment avec Pierre Cotet, Janine Altounian et plusieurs autres, intitulé Traduire Freud ?, les auteurs retracent l'histoire des premières traductions françaises, mettant en évidence l'hétérogénéité des textes jusqu'alors disponibles.
Cette entreprise se poursuit sous la direction de Jean Laplanche, et composée également de Pierre Cotet, Janine Altounian, François Robert, Alain Rauzy. L'édition des œuvres complètes de Freud paraît aux PUF à partir de 1988 : le premier volume publié cette année-là est le volume XIII tandis que le dernier volume d'index, numéroté XXI, sort en janvier 2019. Jean Laplanche, André Bourguignon, Pierre Cotet et P. Robert publient également, en 1989, un ouvrage collectif, intitulé Traduire Freud qui explicite les orientations scientifiques et techniques de cette équipe de traduction, tandis que Janine Altounian publie, dans la même optique épistémologique, L'écriture de Freud.
À partir de 1981, André Bourguignon prend cependant, peu à peu, certaines distances avec la psychanalyse. Il fait traduire en français le livre de Frank Sulloway, Freud, biologiste de l'esprit et publie son article Fondements neurobiologiques pour une théorie de la psychopathologie où, dans le souci de dépasser le dualisme esprit-cerveau, il établissait le développement du psychisme sur la base de la stabilisation sélective des synapses et des processus d'auto-organisation. À la complexité du système nerveux central vient s'articuler celle de l'organisation psychique, de même qu'à l'appareil cérébral d'Auguste Comte peut venir correspondre l'appareil psychique de Sigmund Freud.

## Activités éditoriales
Il publie en 1946 un article écrit en collaboration avec son père Georges Bourguignon sur la chronaxie. 
Il publie plusieurs articles de physiologie  du système neuro-musculaire et sur la physiologie vestibulaire. Son article d'épistémologie, intitulé «Claude Bernard et le problème de la connaissance», paraît en 1955 dans La Semaine des Hôpitaux. Il écrit plusieurs articles sur l'efficacité des placebos et l'œuvre de Pavlov, sur les idées de Balint, sur deux livres d'Ambroise Paré, sur les travaux d'anatomie de Léonard de Vinci.
Il se penche sur des textes peu connus de l'histoire des sciences : la préface d'André Vésale à ses livres sur l'anatomie, le rapport de 1850 de Villermé sur les accidents de travail, la préface de M. de Buffon au livre de M. Hales, l'introduction à l'étude des fonctions et des maladies nerveuses par Laurent Cerise, la critique de la loi de 1838 par Falret, la fausse application des autres sciences à la médecine par Cabanis, la découverte en 1804 par Aldani des effets thérapeutiques de l'électrochoc sur la mélancolie.
Il s'intéresse à la neurophysiologie et publie entre 1960 et 1962, des travaux sur les intoxications aiguës par les solvants, sur la fatigue nerveuse et le rythme de travail dans des entreprises de petite mécanique, et sur le mécanisme de formation de l'hallux valgus chez les danseuses classiques.
Il rédige deux tomes d'une Histoire naturelle de l'Homme, qui devait en comporter trois. L'Homme imprévu est une synthèse des connaissances sur l'univers, le vivant, et l'hominisation. Dans L'Homme fou, il part de la phylogenèse et de l'ontogenèse du psychisme humain, pour décrire les conditions psychiques de la folie humaine et propose un modèle permettant de penser les troubles psychopathologiques et donc de les traiter.
Le troisième et dernier volume de son Histoire naturelle de l'Homme était son projet le plus ancien, pour lequel il avait trouvé un titre dès 1977 : L'innocent massacre, essai sur l'élevage des enfants et ses suites. Il en avait dressé le plan général et rédigé une première version de l'introduction, publiée à titre posthume.

## Publications

### Sur le rêve
- Recherches récentes sur le rêve, Métapsychologie freudienne et neurophysiologie, Les Temps modernes, 1966, 238, 1603-1628.
- Le rêve et le corps. Contribution à la théorie psychosomatique, Revue de médecine psychosomatique et de psychologie médicale, 7967, 9, 3, 775-185.
- Neurophysiologie du rêve et théorie psychanalytique, La Psychiatrie de l'enfant, 1968, 11, 1-69.
- Phase paradoxale et métapsychologie freudienne, in Rêve et conscience, sous la direction de P. Wertheimer, Paris, P.U.F., 1968.
- Fonctions du rêve, N.R.P., 1972, 5, 181-195.
- Le rêve, entre la psychophysiologie et la psychanalyse (1978), in A.S. Pringishvili, A.E. Sherozia et F.V. Bassin (eds.), The Unconscious, Nature, Functions, Methods of Study, Tbilissi "Metsierelsa", Publ. House, t. II, 52-70.

### Psychopathologie et psychiatrie
- La découverte par Aldini (1804) des effets thérapeutiques de l'électrochoc sur la mélancolie, Annales médico-psychologiques, 1964, 122, 2, 1, 29-36.
- Propos sur le rêve, la cataplexie et l'épilepsie. Voie motrice et vie psychique, L'Évolution psychiatrique, 1971, 36, 1-11.
- Narcolepsie et psychanalyse, Communication au 1er Symposium international sur la narcolepsie, La Grande Motte, 7-9, VII, 1975.
- Narcolysy and psychoanalysis in C. Guilleminault, W.C. Dement and P. Passouant (eds.) Narcolepsy, New-York, Spectrum Publications 1976, 257-261.
- Situation du vampirisme et de l'autovampirisme, Annales médico-psychologiques, 1977, 135, 1, 2, 181-196.
- Application d'une hypothèse éthologique à l'énurésie (en collaboration avec F. Guillon), La Psychiatrie de l'enfant, 1977, 20, 1, 223-244.
- Hallucination négative, déni de la réalité et scotomisation, Annales médico-psychologiques, 1980, 138, 2, 129-153.
- Fondements neurobiologiques pour une théorie de la psychopathologie. Un nouveau modèle. La Psychiatrie de l'enfant, 1981, 24, 445-540.
- Psychiatrie et société. Perspectives onto- et phylogénétiques, in Hommage à P. Sivadon, Psychiatrie et Société, Toulouse, Erès, 1981, 283-293.
- Rêve, cauchemar et délire (en collaboration avec A. Manus), Psychologie médicale, 1982, 14, 1809-1815.
- Vampirism and autovampirism, in L.B. Schlesinger, E. Revitch (eds.), Sexual dynamics of antisocial behavior, Springfield, Charles C. Thomas, 1983, 15, 278, 301.
- Le problème corps-esprit du point de vue de la neurophysiologie, Psychologie médicale, 1984, 16, 6, 1045-1051.
- Biologie et classification en psychiatrie, Confrontations psychiatriques, 1984, 24, 157-179.
- Relation mère-enfant en Algérois (en coll. avec S. Garnero), La Psychiatrie de l'enfant, 1987, 30, 519-594.
- Appareil cérébral et appareil psychique, Psychologie médicale, 1991, 23, 5, 1-3.

### Histoire de la psychanalyse
- Un grand médecin, René Laforgue. La Semaine des Hôpitaux de Paris, Information, 1962, nº 17, 4-5.
- Préface aux Réflexions psychanalytiques du Dr René Laforgue, Genève, Éditions du Mont Blanc, 1965.
- La discussion entre Freud et Laforgue sur la "Scotomisation", Bulletin de l'association psychanalytique de France, 1967, 3 (2e semestre), 243 -249.
- Les relations épistolaires de Freud et Laforgue, Annales médico-psychologiques, 1968, 126, t. 1, 2, 169-176.
- Epistemological remarks concerning research on sleeping and dreaming. In G.L. Lairy and P. Salzarulo (eds.), The experimental study of human sleep: methodological problems, Amsterdam, Elsevier, 1975, 251-260.
- À propos de l'Histoire de la psychanalyse, L'Évolution psychiatrique, 1976, 41, 1, 187-194.
- Mémorial (article de présentation de la correspondance Freud-Laforgue), Nouvelle revue de psychanalyse, 1977, 15, 235-249.
- Traduction de la correspondance Freud-Laforgue (1923-1937), Nouvelle revue de psychanalyse, 1977, 15, 251-374.
- Quelques problèmes épistémologiques posés dans le champ de la psychanalyse freudienne, Psychanalyse à l'université, 1981, 6, 23, 381-414.
- Avant-propos à la traduction de Freud biologist of the mind. Beyond the psychoanalytic legend par F.J. Sulloway, Paris, Fayard, 1981.
- Histoire de la psychanalyse, in M. Martiny et al., Histoire de la Médecine, Paris, Laffont, Albin Michel et Tchou, tome VII, 11-37.
- À propos du premier numéro de "L'Évolution psychiatrique". "Une victoire du freudisme" déclare Max Eitingon dans une lettre inédite. L'Évolution psychiatrique, 1981 46, 1029-1034.
- Traduire Freud. Avertissement. I. Singularité d'une histoire (en coll. avec O. Bourguignon), Revue française de psychanalyse, 1983, 47, 6, 1257-1279.
- Traduire Freud sans oublier le texte, Psychiatrie française, 5,88, 1988, 53-57.
- Traduire Freud (en collaboration avec P. Cotet, J. Laplanche, F. Robert), Paris, P.U.F., 1989.
- Entre langue et culture, la traduction de Freud, Psychiatrie française, nº spécial 89, 23-34 (en collaboration avec P. Cotet et J. Altounian).

### Histoire des sciences et épistémologie
- L'antidiagnostic, La Nef, 1971, 42, L'anti-psychiatrie, 153-172.
- La crise de la médecine contemporaine, Revue de médecine psychosomatique et de psychologie médicale, 1971, 13, 2, 123-140.
- Le drame de la médecine, in Vers une antimédecine, le médecin, le malade et la société, La Nef, 1972, 29, 49, 7-20.
- Fluctuations historiques de la notion de santé, Revue d'anthropologie médicale, 1978, 1, 1,, 3-24.
- Philippe Pinel n'est pas le père de l'histopathologie, La Nouvelle Presse médicale, 1980, 9, 44, 3315-3316.
- Certains problèmes épistémologiques évoqués par Claude Bernard, in J. et J.L. Poirier (eds.), Médecine et philosophie à la fin du XIXe siècle, Créteil, Cahier de l'I.R.U. d'histoire de la connaissance des idées et des mentalités, 1981, 2, 85-100.
- Claude Bernard, du théâtre à la philosophie. Réflexions psychobiographiques. Colloque Claude Bernard, Créteil, 28 novembre 1983.
- Introduction au Système analytique des connaissances positives de l'homme de M. le Chevalier de Lamarck, Paris, P.U.F. (reproduit en fac-similé), 1988, V-XIV.
- La crise de la psychiatrie, Lettres Sciences Culture du G.R.I.T., 1988, 3p.
- L'ébauche d'une métapsychologie chez Lamarck (en collaboration avec A. Rauzy), L'Évolution psychiatrique, 1989, 54, 4, 875-885.
- Freud, Lamarck et Darwin, in Freud : judéité, lumières et romantisme dans la création de La psychanalyse, H. Vermorel, A. Clancier et M. Vermorel (eds.), Delachaux et Niestlé, collection Champs psychanalytiques, 1996.
- Remettre l'homme à sa place, Transversales, 17, 10-12, 1992.
- La médecine actuelle est-elle folle ? Transversales, sept.-oct. 1995, 5-9.

### Recherches en psychiatrie
- Structure du couple parental et mortalité de la descendance, Résultats d'une enquête préliminaire, La Presse médicale, 1964, 72, 7, 385-388.
- Introduction à la recherche clinique en psychiatrie, In A. Bourguignon (ed.), Séminaire d'initiation à la recherche clinique en psychologie normale et pathologique, Paris, INSERM, 1982, 7-19.
- Étude de la mortalité avant 30 ans dans les familles de psychotiques (en collaboration avec S. Stylianadis, A. Livartowski et O. Bourguignon), Annales médico-psychologiques, 1989, 147, 1, 1-13.